# Toyota TF105
Toyota TF105 – bolid teamu Toyota na sezon 2005 do wyścigu o Grand Prix Australii 2005. Za kierownicą bolidu Toyota TF105 zasiedli Włoch Jarno Trulli i Niemiec Ralf Schumacher. Wprowadzono także wersję B bolidu.

## Wyniki w Formule 1
| Legenda oznaczeń w tabelach wyników Wyświetl szablon na nowej stronie | Legenda oznaczeń w tabelach wyników Wyświetl szablon na nowej stronie                                                                     |
| Oznaczenie                                                            | Wyjaśnienie |
| --------------------------------------------------------------------- | --- |
| Złoty                                                                 | Zwycięzca lub mistrzostwo |
| Srebrny                                                               | 2. miejsce lub wicemistrzostwo |
| Brązowy                                                               | 3. miejsce lub II wicemistrzostwo |
| Zielony                                                               | Ukończył, punktował (w klasyfikacji generalnej, gdy zdobył co najmniej jeden punkt na przestrzeni sezonu, poza trzema powyższymi opcjami) |
| Niebieski                                                             | Ukończył, nie punktował (w klasyfikacji generalnej, gdy nie zdobył co najmniej jednego punktu na przestrzeni sezonu)                      |
| Czerwony                                                              | Nie zakwalifikował się (NZ) |
| Czerwony                                                              | Nie prekwalifikował się (NPK) |
| Różowy                                                                | Nie ukończył (NU) |
| Różowy                                                                | Niesklasyfikowany (NS) (w klasyfikacji generalnej, gdy nie został sklasyfikowany w żadnym wyścigu sezonu)                                 |
| Czarny                                                                | Zdyskwalifikowany (DK) |
| Czarny                                                                | Wykluczony (WYK/EX) |
| Biały                                                                 | Nie wystartował (NW) |
| Biały                                                                 | Kontuzjowany (K/INJ) |
| Biały                                                                 | Wyścig odwołany (OD/C) |
| Bez koloru                                                            | Został wycofany (WYC/WD) |
| Bez koloru                                                            | Nie przybył (NP/DNA) |
| Bez koloru                                                            | Nie brał udziału w treningach (NT/DNP) |
| Bez koloru                                                            | Nie został zgłoszony (–) |
| Pogrubienie                                                           | Start z pole position |
| Kursywa                                                               | Najszybsze okrążenie wyścigu |
| †                                                                     | Nie ukończył, ale jego rezultat został zaliczony ze względu na przejechanie więcej niż 90% dystansu wyścigu.                              |
| *                                                                     | Sezon w trakcie |
| 1/2/3                                                                 | Punktowana pozycja w sprincie kwalifikacyjnym                                                                                             |
| Lista systemów punktacji Formuły 1                                    | |

| Sezon | Konstruktor | Kierowcy        | Wyniki | Wyniki | Wyniki | Wyniki | Wyniki | Wyniki | Wyniki | Wyniki | Wyniki | Wyniki | Wyniki | Wyniki | Wyniki | Wyniki | Wyniki | Wyniki | Wyniki | Wyniki | Wyniki | Wyniki | Wyniki  |
| 2005  |             |                 | AUS    | MYS    | BHR    | SMR    | ESP    | MCO    | EUR    | CAN    | USA    | FRA    | GBR    | DEU    | HUN    | TUR    | ITA    | BEL    | BRA    | JPN    | CHN    | Punkty | Pozycja |
| ----- | ----------- | --------------- | ------ | ------ | ------ | ------ | ------ | ------ | ------ | ------ | ------ | ------ | ------ | ------ | ------ | ------ | ------ | ------ | ------ | ------ | ------ | ------ | ------- |
| 2005  | Toyota      | Jarno Trulli    | 9      | 2      | 2      | 5      | 3      | 10     | 8      | NU     | NW     | 5      | 9      | 14     | 4      | 6      | 5      | NU     | 13     | NU     | 15     | 43     | 7       |
| 2005  | Toyota      | Ralf Schumacher | 12     | 5      | 4      | 9      | 4      | 6      | NU     | 6      | –      | 7      | 8      | 6      | 3      | 12     | 6      | 7      | 8      | 8      | 3      | 45     | 6       |
| 2005  | Toyota      | Ricardo Zonta   | –      | –      | –      | –      | –      | –      | –      | –      | NW     | –      | –      | –      | –      | –      | –      | –      | –      | –      | –      | 0      | NS      |